# Brett Cullen
Peter Brett Cullen (nascido a 26 de agosto de 1956) é um ator norte-americano que aparece em numerosos filmes e séries de televisão.

## Juventude
Brett nasceu em Houston, Texas, filho de Lucien Hugh Cullen, um empresário da indústria do petróleo, e de Catherine Cullen. Frequentou a Madison High School de Houston em 1974.  Brett formou-se pela Universidade de Houston, tendo sido muito aclamado nas suas capacidades pelo professor de representação da Universidade de Houston, Cecil Pickett, que também foi mentor de outros atores nascidos em Houston como Dennis Quaid, Randy Quaid, & Brent Spiner, entre outros. A amizade próxima de Brett Cullen e Dennis Quaid dura até aos dias de hoje e iniciou-se nos anos '70 e foi Brett que apresentou Dennis à sua atual esposa, Kimberly Buffington num jantar em Austin, Texas. Brett foi recentemente agraciado com um Distinguished Alumni Award pela sua alma mater, a já referida Universidade de Houston, em abril de 2012.

## Carreira
Brett Cullen protagonizou a personagem Dan Fixx na popular série de horário nobre dos anos '80 Falcon Crest por duas temporadas (1986–1988) e como Marshal Sam Cain na série de western da ABC The Young Riders por uma temporada (1989–1990). Em 1980, apareceu como o segundo Gideon Chisholm nos últimos nove episódios da minissérie western da CBS The Chisholms. Nos outros quatro primeiros episódios, o papel de Gideon Chisholm foi protagonizado por Brian Kerwin. Brett Cullen foi o ator principal na série de curta duração Legacy, como Ned Logan, que durou apenas uma temporada (1998–1999). Na série The West Wing, Cullen fez de Ray Sullivan, um imaginário antigo Advogado e governador da West Virginia e Republicano nomeado para Vice Presidente.
As suas participações especiais na televisão incluem: The Incredible Hulk, Tales from the Crypt, M*A*S*H,  V, Matlock, Star Trek: Deep Space Nine, Ally McBeal, Walker, o Ranger do Texas, Once and Again, Without a Trace, Cold Case, The Mountain, Monk, CSI: Miami, NCIS, Donas de Casa Desesperadas, Pepper Dennis, Mentes Criminosas, Perdidos, Ghost Whisperer,  Private Practice, Ugly Betty, e Friday Night Lights. Em 2009, teve um papel recorrente na série da ABC Family, Make It or Break It.
Fez de um dos CAPCOM em Apollo 13 e o verdadeiro astronauta David Scott na minissérie da HBO, From the Earth to the Moon.

### Trabalho mais recente
Em 1994, Brett teve uma pequena participação em Wyatt Earp de Kevin Costner. Alguns dos seus trabalhos em filmes incluem Jamie Johnson em Something to Talk About, ambicioso compositor/escolta contratado Bryan em The Hired Heart, de 1997, o mimado Eddie Martel em The Replacements (2000), Charlie Martin na versão telefilme de On Golden Pond, Carson Drew, o pai de Nancy no telefilme Nancy Drew, e ainda Barton Blaze (pai de Johnny Blaze/Ghost Rider) no filme de 2007, Ghost Rider.
Em 2011, protagonizou o padrasto da personagem de Selena Gomez na comédia romântica Monte Carlo, e em 2012 aparece como um congressista no filme de Batman, The Dark Knight Rises. Deu também corpo a Tom Eckert, pai dos protagonistas Jed e Matt, no remake de Red Dawn (papel originalmente feito por Harry Dean Stanton, em 1984).
Brett Cullen tem tido um trabalho constante com vários papéis televisivos por vários anos. Além de várias participações especiais em dezenas de séries, faz de Bob Cleary na minissérie de 1983 The Thorn Birds. Cullen teve um importante papel como Dan Fixx na série de horário nobre Falcon Crest entre 1986-1988, e como Marshal Sam Cain na série western The Young Riders entre 1989-1990.  Em 1997 foi escolhido como Adam para um enredo de três episódios em Suddenly Susan chamados "Love and Divorce American Style." No ano seguinte protagonizou o interesse amoroso Luke Barton na série The Simple Life, de curta duração, contracenando com Judith Light. Mais tarde, em 1998 a estação UPN deu-lhe um papel principal como o patriarca Ned Logan na série ambientada no pós Guerra Civil, chamada Legacy, que durou 18 episódios até ser cancelada.
Após 2000 participou em vários pequenos papéis em Once and Again, na série de baixa audiência The Mountain, e como detetive em dois episódios de Desperate Housewives. Foi atribuído a Cullen um papel interessante na série The West Wing em 2005-2006, quando protagonizou o Governador da West Virginia e Vice Presidential, o candidato Ray Sullivan. Mais tarde, em 2006 participou em Pepper Dennis, também cancelada após a sua primeira temporada. Fez de interesse amoroso de curta duração da personagem de Vanessa Williams, Wilhelmina Slater em Ugly Betty no início de 2007, e seguidamente como o pai Walt Riggins em Friday Night Lights.  Apesar dos seus papéis recorrentes não durarem muito mais que alguns episódios, Brett Cullen teve papéis importantes em séries como Lost, Damages, e The Gates, entre 2007-2010.
De 2011 a 2014, Brett fez de Nathan Ingram na série Person of Interest.  Também fez de Mark Keeler, pai do ginasta olímpico Payson e Becca Keeler, na série Make It Or Break It da ABC.
A 8 de fevereiro de 2011, Brett foi nomeado porta-voz oficial para os Houston Works, que ajuda moradores de Houston com capacitação profissional colocação, bolsas de estudo, consultoria, iniciativas técnicas com foco em ciências, tecnologia, engenharia e matemática e programas de trabalhos de verão conjuntamente com cimeiras da juventude.
Em 2014, Brett Cullen teve papéis nas séries de televisão Revenge, Criminal Minds e Under the Dome. Participou no filme The Last Rescue.
Em 2019, Brett interpretou Thomas Wayne em Joker (filme de 2019), dirigido por Todd Phillips.